# Young Death / Nightmarket
Young Death / Nightmarket è un EP del musicista britannico Burial, pubblicato il 25 novembre 2016 per la Hyperdub. L'uscita era prevista per il 28 novembre ma è stata anticipata per via di alcune copie vendute accidentalmente il giorno del Black Friday.

## Composizione
Questo EP si discosta molto rispetto ai precedenti. Vi è una quasi assenza di parti ritmiche e una maggiore propensione verso la musica ambient e di atmosfera, con delle sequenze di synth che dalla critica vengono paragonate ai lavori di John Carpenter e alle colonne sonore di film horror. Permangono gli effetti sonori, le distorsioni e i samples vocali tipici della musica di Burial.

## Tracce
1. Young Death – 5:49
2. Nightmarket – 7:25